# Japanska Formel 3000 1994
Japanska Formel 3000 1994 kördes över tio omgångar. Marco Apicella tog hand om titeln.

## Delsegrare
| Datum       | Bana   | Vinnare              |
| ----------- | ------ | -------------------- |
| 20 mars     | Suzuka | Ross Cheever         |
| 10 april    | Fuji   | Andrew Gilbert-Scott |
| 8 maj       | Mine   | Marco Apicella       |
| 22 maj      | Suzuka | Marco Apicella       |
| 31 juli     | Sugo   | Takuya Kurosawa      |
| 3 september | Fuji   | Andrew Gilbert-Scott |
| 2 oktober   | Suzuka | Ross Cheever         |
| 16 oktober  | Fuji   | Marco Apicella       |
| 14 november | Fuji   | Andrew Gilbert-Scott |
| 27 november | Suzuka | Naoki Hattori        |

## Slutställning
| Plats | Förare               | Poäng |
| ----- | -------------------- | ----- |
| 1     | Marco Apicella       | 48    |
| 2     | Andrew Gilbert-Scott | 45    |
| 3     | Ross Cheever         | 33    |
| 4     | Takuya Kurosawa      | 32    |
| 5     | Naoki Hattori        | 27    |
| 6     | Mauro Martini        | 27    |
| 7     | Mika Salo            | 6     |
| 8     | Kazuyoshi Hoshino    | 6     |
| 9     | Tom Kristensen       | 5     |
| 10    | Kunimitsu Takahashi  | 4     |